# A kémkutyák titkos aktái
A kémkutyák titkos aktái vagy Kémkutyák (eredeti cím: The Secret Files of the Spy Dogs) amerikai televíziós rajzfilmsorozat, amelynek alkotója Jim Benton és Vincent Nguyen. Amerikában 1998. szeptember 12-től 1999-ig a Fox vetítette, Magyarországon a Fox Kids (később Jetix) és a TV2 sugározta.
Íme... a kutya. Úgy ismerjük, mint az ember legjobb barátját, de... lássuk, mik a tények? A valóságban, minden kutya egy olyan szuperszervezethez tartozik, amely annak szentelte munkáját, hogy megvédje az emberiséget az IGAZÁN ROSSZ DOLGOKTÓL. Főleg a nyávogó, érzéketlen egérpusztítóktól. Tekintsenek be a Kémkutyák titkos aktáiba!

## Ismertető
Az animációs sorozat aranyos állatfigurák karakterei révén meséli el a modern világban zajló titkos háború (ld. kutya-macska "barátság") mibenlétét. Ami messzemenő kihatással bír az emberiségre is, épp csak az emberek nem veszik észre, valójában ki irányítja a világot. A szerethető állatkák látszólag bájos ölebek és cicusok, valójában mindegyikük egy jól szervezett titkos hadsereg tagja. Az ő birkózásuk, állandósult harcuk egyfajta egyensúlyt teremt a világban.
A sorozat egyúttal számos szuperkém, szuperhős, rettenthetetlen kommandós stb. paródiája, de felbukkannak űrlények is (űrcsigák). Az alapállás (ismeretlen megbízó) a Charlie angyalait, a felvezető szövegben említett titkos akták az X-aktákat idézi, a világ pusztulását, élhetetlenné válását megelőzendő kiosztott képtelen küldetések a Mission impossibile-t, a csodás kütyük és a Főgonoszok a James Bond-filmeket, vagy akár az Indiana Jones-szériát stb. Egyszersmind az amerikai életformán is finoman ironizál: a gazdik, de maguk a kutyák szintén a fogyasztói társadalom kényelmével, és gyakran kihívásaival szembesülnek, ráadásképp az Amerikában olyannyira divatos és elterjedt musical-betétek is felbukkannak.
A hihetetlen és hiteltelen, a fizika törvényeit semmibe vevő, látványos akciók, a távol-keleti karate- és nindzsafilmek kunsztjai visszafogott humorral, szublimálva jelennek meg, direkt erőszak nincs terítéken. Ennek ellenére nem csupán gyerekeknek ajánlott rajzfilm – számos filmes és egyéb utalás, a popkultúra megannyi toposzának kifigurázása révén rejtett poénok garmadáját lelhető föl az epizódokban. És nem utolsó sorban sajátságos magyarázatot kapunk a kutyák megannyi szokására (pl. miért ásnak gödröt – nem a csontnak...), ill. reklámparódiákban népszerűsítik az ebek által kedvelt termékeket (zokni- és cipőrágás) és jelenségeket (nyújtott nyelvvel és lobogó füllel autók ablakán kihajolva utazni).
Egyfajta duális világképet sugall: a kutyák jók, progresszívek, okosak, segítőkészek, emberbarátak, az ősellenség macskák világromlásra törnek, gátlástalanok, hűtlenek, árulók. Mindkét állatfaj kiváló álcázó technikákkal bír, ill. a simulékony házikedvenc alapállással teljesen megtévesztik az embereket – lévén ők maguk is számos emberi vonással bírnak, olykor ember alkotta ruhadarabokat hordanak, fegyvereket használnak stb. Mindezek nyomán az emberekről (vö. gazdi) kiderül, hogy valójában ostobák, és egyáltalán nem érzékelik, miről is szól körülöttük a világ...

## Szereplők
| Szereplő                     | Eredeti hang                | Magyar hang                 | Leírás                                                                                                  |
| ---------------------------- | --------------------------- | --------------------------- | --- |
| Eb Zéró                      | Adam West                   | Orosz István                | Egy ismeretlen kutyahang, aki a kémkutyák vezére.                                                       |
| Ralph                        | Micky Dolenz                | Besenczi Árpád              | A sorozat főszereplője egy amerikai keverék kutya, aki magas rangú kémkutya.                            |
| Mitzy                        | Mary Kay Bergman            | Szórádi Erika               | Ralph legjobb barátnője, egy amerikai terrier, aki magas rangú kémkutya.                                |
| Jocó                         | Micky Dolenz                | Pálmai Szabolcs             | Ralph kis barátja, egy amerikai keverék kutyakölyök, aki Kémkutya-tanuló.                               |
| Angus                        | Jim Ward                    | Fazekas István              | Egy skót terrier Skóciából, aki a kémkutyák technikai géniusza.                                         |
| Von Vész                     | Jim Cummings                | ?                           | Egy kutya (Pittbull, Boxer, Rottweiler és dobermann keverésű), aki a kémkutyák operatív munkáját végzi. |
| Frank                        | Jess Harnell                | Végh Ferenc                 | Egy tacskó, aki a kémkutyák küldönce és ügynöke.                                                        |
| Stahl                        | Michael Donovan             | Bácskai János               | Egy német juhászkutya, aki operatív és paranormális specialista.                                        |
| B.A.R.K. squad               | Billy West                  | ?                           | Kutyakommandók.                                                                                         |
| Ayanna                       | ?                           | ?                           | Egy indiai basenji.                                                                                     |
| Chukchi                      | Billy West                  | Pálmai Szabolcs             | Egy szibériai husky Antarktiszról, aki kémkutyák operatív munkáját végzi a jégállomáson.                |
| DahgChow                     | ?                           | Bodrogi Attila Lázár Sándor | Egy kínai csau csau.                                                                                    |
| Erin                         | Tress MacNeille             | ?                           | Egy ír szetter Írországból.                                                                             |
| Arty                         | Mary Kay Bergman            | ?                           | Egy kisfiú, aki Jocó kisgazdája.                                                                        |
| Arty mamája                  | Kath Soucie                 | ?                           | Jocó nagygazdája.                                                                                       |
| Frank gazdája                | Estelle Harris              | ?                           | |
| Fülbemászó kapitány / Virgil | Tom Kenny                   | ?                           | Egy hamis szuperhős.                                                                                    |
| Kelly Jill és Bree           | Billy West                  | ?                           | Ikernővér kutyák, akik Mitzy barátnői.                                                                  |
| Sir William                  | Jess Harnell                | Katona Zoltán               | Egy angol buldog, aki Ralph barátja.                                                                    |
| Katasztróf                   | Jim Cummings                | F. Nagy Zoltán              | A kémkutyák főellensége, egy macska, aki elveszített farok helyett protézis, mechanikus farkat visel.   |
| Űrcsigák                     | Maurice LaMarche Billy West | ?                           | A kémkutyák főellenségei, ellenszenves űrlények, akik el akarják foglalni a Földet.                     |
| A bolha nemzet               | Billy West                  | Seder Gábor                 | A kémkutyák főellenségei, egy csapat bolha, akik szőrös világot akarnak teremteni.                      |
| Csont Báró                   | Clancy Brown                | Wohlmuth István             | Egy gonosztevő, aki ellopja a világ összes szarvasmarháját húsevés céljából.                            |
| Miss Tenderloin              | Tress MacNeille             | ?                           | Csont Báró szolganője.                                                                                  |
| Bármi Áron                   | ?                           | Papp János                  | Egy vadász, aki a Loch Ness-i szörnyre vadászik.                                                        |
| Mistress Pavlov              | Wendie Malick               | Mics Ildikó                 | Egy női gonosztevő, aki hipnotizálja a kutyák tulajdonosait.                                            |
| Larceny nagyi                | Tress MacNeille             | ?                           | Egy idős hölgy, aki bűnöző is. Arra használja a kisbabákat, hogy bűnt kövessenek.                       |
| Narrátor                     | Don LaFontaine              | Bozai József                | – |

- További szereplők: Bodrogi Attila, Bogdányi Titanilla, F. Nagy Zoltán, Faragó András, Kapácsy Miklós, Mánya Zsófia, Pipó László, Szokol Péter, Szűcs Sándor

## Epizódok
|              |                                                                |                                                              |  |  |  |
| ELSŐ ÉVAD    |                                                                |                                                              |  |  |  |
|              |                                                                |                                                              |  |  |  |
| 1.           | K-9, avagy a mérgezett csipsz aktája                           | K-9 or The Secret File Of The Masticated Mongrel             |  |  |  |
| 1.           | Postaszolgálat, avagy a fertőzött kapcsolatok aktája           | Postal or The Secret File Of The Contaminated Correspondence |  |  |  |
|              |                                                                |                                                              |  |  |  |
| 2.           | Haj, avagy a dühöngő tüsző aktája                              | Hair or The Secret File Of The Frenetic Follicles            |  |  |  |
| 2.           | Házi feladat, avagy a katasztrófa-számítás titkos aktája       | Homework or The Secret File Of The Catastrophic Calculation  |  |  |  |
|              |                                                                |                                                              |  |  |  |
| 3.           | Csont, avagy a kifosztot kifőzdék esete                        | Bone or The Secret File Of The Pilfered Porterhouses         |  |  |  |
| 3.           | Idő, avagy a kaparó ebek titkos aktái                          | Time or The Secret File Of The Diggity Dogs                  |  |  |  |
|              |                                                                |                                                              |  |  |  |
| 4.           | Áron, avagy a „Bármi áron” férfi titkos aktái                  | Ernest or The Secret File Of The Manly Man                   |  |  |  |
| 4.           | Sors, avagy az elvarázsolt szürkület titkos aktái              | Spin or The Secret File Of The Television Taboo              |  |  |  |
|              |                                                                |                                                              |  |  |  |
| 5.           | Szürkület, avagy a sétáló múmiák aktái                         | Twilight or The Secret File Of The Meowing Mummies           |  |  |  |
| 5.           | Hozd vissza, avagy az ős kölyök titkos aktái                   | Fetch or The Secret File Of The Paleozoic Puppy              |  |  |  |
|              |                                                                |                                                              |  |  |  |
| 6.           | D cell, avagy a becstelen konstruktőr titkos aktái             | D’Cell or The Secret File Of The Nefarious Nerd              |  |  |  |
| 6.           | Fél nap, avagy a szerencsétlen törpe titkos aktái              | Halfday or The Secret File Of The Hapless Half-Pint          |  |  |  |
|              |                                                                |                                                              |  |  |  |
| 7.           | Apró, avagy a parányi kutyuskák aktái                          | Small or The Secret File Of The Diminutive Doggies           |  |  |  |
| 7.           | Víz, avagy a végtelen víztelenítés                             | Water or The Secret File Of The Disastrous Dehydration       |  |  |  |
|              |                                                                |                                                              |  |  |  |
| 8.           | Gyorsétterem, avagy a közveszélyes hal titkos aktái            | I.H.R.F. or The Secret File Of The Felonius Fish             |  |  |  |
| 8.           | E.Z.A.D. avagy a megdöbbentő felszerelés                       | Oatz or The Secret File Of The Appalling Apparel             |  |  |  |
|              |                                                                |                                                              |  |  |  |
| 9.           | Zéró, avagy a bűnös számítógép titkos aktái                    | Zero or The Secret File Of The Criminal Calculator           |  |  |  |
| 9.           | Kölykök, avagy az eb-őrjárat titkos aktái                      | Pups or The Secret File Of The Patroling Pooches             |  |  |  |
|              |                                                                |                                                              |  |  |  |
| 10.          | Engedelmesség, avagy a bűnös hipnotizőr titkos aktái           | Obedience or The Secret File Of The Malicious Mesmerizer     |  |  |  |
| 10.          | Ebfölde, avagy a Kutyák című musical titkos aktái              | DoggyLand or The Secret File Of The Broadway Bowsers         |  |  |  |
|              |                                                                |                                                              |  |  |  |
| 11.          | A löncs, avagy a kikapós kaja titkos aktái                     | Lunch or The Secret File Of The Violated Vittles             |  |  |  |
| 11.          | Iditarod, avagy az ördögi szánhúzó verseny titkos aktái        | Iditarod or The Secret File Of The Diabolical Dograce        |  |  |  |
|              |                                                                |                                                              |  |  |  |
| 12.          | Porkzilla, avagy a szalonna óriás titkos aktái                 | Porkzilla or The Secret File Of The Bacony Behemoth          |  |  |  |
| 12.          | Pénz, avagy a pénzügyi válság titkos aktái                     | Money or The Secret File Of The Currency Crisis              |  |  |  |
|              |                                                                |                                                              |  |  |  |
| 13.          | Cosmo, avagy a kóborló titkos aktája                           | Mange or The Secret File Of The Ronin Rover                  |  |  |  |
| 13.          | Jocó, avagy a vrrmmmm-vrrmmmm titkos aktája                    | Scribble or The Secret File Of The Mmeremmnnere Mmnernnmmre! |  |  |  |
|              |                                                                |                                                              |  |  |  |
| MÁSODIK ÉVAD |                                                                |                                                              |  |  |  |
|              |                                                                |                                                              |  |  |  |
| 14.          | Agyar, avagy az újraélesztett romboló                          | Tusk or The Secret File Of The Refurbished Rampagers         |  |  |  |
| 14.          | Felszerelés, avagy a láthatatlan brigád titkos aktái           | Install or The Secret File Of The Retrofitting Rovers        |  |  |  |
|              |                                                                |                                                              |  |  |  |
| 15.          | Charlie, avagy az angyali hídfő titkos aktái                   | Charlie or The Secret File Of The Angelic Airhead            |  |  |  |
| 15.          | Eb-tomata, avagy a rövid lejáratú tesó titkos aktái            | Automutt or The Secret File Of The Short-Circutting Sibling  |  |  |  |
|              |                                                                |                                                              |  |  |  |
| 16.          | Nagyi, avagy a sötét lelkű hetvenéves titkos aktái             | Granny or The Secret File Of The Sinister Septuagenarian     |  |  |  |
| 16.          | Feltalálók, avagy akik feltették az i-re a pontot titkos aktái | Founders or The Secret File Of The Originating Operatives    |  |  |  |
|              |                                                                |                                                              |  |  |  |
| 17.          | Farok, avagy a letartóztatott függelék titkos aktái            | Tail or The Secret File Of The Apprehended Appendage         |  |  |  |
| 17.          | Holnap, avagy a finnyás látnok titkos aktái                    | Tomorrow or The Secret File Of The Persnickety Prophet       |  |  |  |
|              |                                                                |                                                              |  |  |  |
| 18.          | Huhú, avagy a selyemosonás titkos aktái                        | Howl or The Secret File Of The Silk Stalkings                |  |  |  |
| 18.          | Tizenhárom, avagy a plazmatikus szökevények titkos aktái       | Thirteen or The Secret File Of The Ecotoplasmic Escapees     |  |  |  |
|              |                                                                |                                                              |  |  |  |
| 19.          | Szökés, avagy a rettenthetetlen rab titkos aktái               | Escape or The Secret File Of The Intrepid Inmate             |  |  |  |
| 19.          | Leleplezés, avagy az árulkodó dokumentáció titkos aktái        | Exposed or The Secret File Of The Divulgent Documentation    |  |  |  |
|              |                                                                |                                                              |  |  |  |
| 20.          | Virgil, avagy a lökött jó csináló titkos aktái                 | Virgil or The Secret File Of The Dorky Do-Gooder             |  |  |  |
| 20.          | Üregi nyuszi, avagy a pusztító nyúl titkos aktái               | Bunny or The Secret File Of The Reiving Rabbit               |  |  |  |
|              |                                                                |                                                              |  |  |  |
| 21.          | DNS, avagy a galád fürdő titkos aktái                          | DNA or The Secret File Of The Dastardly Dip                  |  |  |  |
| 21.          | Mikulás, avagy a karácsonyi Yahoo titkos aktái                 | Santa or The Secret File Of The Yuletide Yahoo               |  |  |  |
|              |                                                                |                                                              |  |  |  |
| 22.          | Vonyít osztag, avagy ebek a harmincadban titkos aktái          | B.A.R.K. or The Secret File Of The Cacaphonous Canines       |  |  |  |
| 22.          | Hős, avagy a lélektelen próbabábú titkos aktái                 | Being or The Secret File Of The Mindless Mannequin           |  |  |  |
|              |                                                                |                                                              |  |  |  |